# Skaraborgs katolska församling
Skaraborgs katolska församling är en romersk-katolsk församling i Skövde. Församlingen tillhör Stockholms katolska stift.
Församlingen omfattar geografiskt gamla Skaraborgs län. Centralort är Skövde där största kyrkan finns liksom ett församlingshem och pastorsexpedition. Församlingens skyddshelgon är Sankta Helena av Skövde och Sankt Brynolf av Skara. 
Den första gruppen av katoliker uppstod omkring 1948 då 120 tyska invandrare från Sudetlandet i Tjeckoslovakien kom till Lidköping för att arbeta på Rörstrands fabrik. Mässa började firas i olika lokaler. År 1966 byggdes en lokal om till ett kapell som invigdes samma år av biskop John Taylor. Kapellet kallades S:t Brynolfs och S:ta Helenas kapell. Till en början kallades även församlingen för S:t Brynolfs och S:ta Helenas församling i Lidköping. Den upprättades som självständig 1 januari 1972. Samtidigt bedrevs alltmer verksamhet i Skövde. År 1967 togs där ett kapell i bruk. Detta var i funktion under åren 1967-1996. 
Sedan 1988 har församlingens verksamhet letts av kapucinerbröder från Polen. År 1998 flyttade kapucinerbrödernas kommunitet från Lidköping till Skövde. Det året var den nya kyrkan i Skövde färdigbyggd och invigdes 12 december 1998 av biskop Hubertus Brandenburg. Den tillägnades Vår Fru av Rosenkransen. 
Mässa firas regelbundet i Skövde och Lidköping liksom i Mariestad, Götene, Skara och Falköping. Församlingshem finns i anslutning till kapellet i Lidköping och kyrkan i Skövde.